# المدرسة الغزالية (القدس)
المدرسة الناصرية أو المدرسة الغزالية مدرسة تاريخية تقع داخل أسوار البلدة القديمة لمدينة القدس. تأسست عام 1096 م / 490 هـ.
تقع المدرسة على برج باب الرحمة وهو من أبراج السور الشرقي، وقد عرفت في بادئ الأمر باسم «المدرسة الناصرية» أو «النصرية» نسبة إلى مُنشئها الشيخ نصر المقدسي، ثم عرفت ب«المدرسة الغزالية» نسبة إلى الإمام أبو حامد الغزالي الذي اعتكف فيها مدة من الزمن أتم خلالها تأليف كتابه «إحياء علوم الدين».